# یارمو آهیوپرا
یارمو آهیوپرا (استونیایی: Jarmo Ahjupera؛ زادهٔ ۱۳ آوریل ۱۹۸۴) بازیکن فوتبال اهل استونی است.
از باشگاه‌هایی که در آن بازی کرده‌است می‌توان به باشگاه فوتبال نومه کالیو، باشگاه فوتبال فلورا تالین، باشگاه فوتبال دیوری ای‌تی‌او، باشگاه فوتبال ویلیاندی تولویک، و باشگاه فوتبال اویپشت اشاره کرد.
وی همچنین در تیم‌های ملی فوتبال زیر ۱۷ سال استونی، زیر ۱۹ سال استونی، زیر ۲۱ سال استونی، استونی، و اتحادیه فوتبال استونی بازی کرده‌است.